# Трава ива
Трава ива (лат. Teucrium montanum) је пузећи полугрм из породице уснатица (Lamiaceae, синоним Labiatae). Друга имена за траву иву су Горско смиље, Горски цмиљ, Горски дубчас и Мали дубчас. Препознатљива је по малим грмићима са блиједо жућкастим цвјетићима. Позната је по свом љековитом својству, али и одлично везује земљу на иначе кршним подручјима. Берба траве иве на планини Озрену је уврштена на Унескову листу Свјетске нематеријалне баштине 2018. године. 

## Опис биљке
Цвјетови су блиједожути. Стабљика је дјеломично дрвенаста, листови ланцетасти, с доње стране длакави и свијетле боје, а с горње тамнозелени. 

## Ареал
Трава ива је распрострањена широм Средоземља али и до Крима и Мале Азије. Расте и у средњој Европи (јужна Њемачка, Швајцарска, Пољска, Аустрија) и у Сјеверној Африци.

## Станиште
Трава ива расте у брдовитим планинским крајевима, најчешће по каменитом тлу. Биљка успјева на надморској висини од 500 до 1.000 метара. Најпогодније станиште јој је на око 800 метара висине на јужним обронцима. Ова биљка расте по сувим, топлим и кршевитим мјестима. Цвјета од јула до септембра.

## Руковање
Ива трава се мора пажљиво бирати и брати и берачи морају барем трећину видљивих цвјетова оставити нетакнуте. Процес обично траје неколико сати. Лиснате цвјетне врхове гранчица се сијеку оштрим маказама или ножем. Складиште се брзо након брања и суше на прозрачним, топлим мјестима у хладу да би им се сачувала боја и специфичан мирис.

## Љековитост
Познато је да ова биљка омогућује ментални и физички опоравак након дуге болести, тешке тјелесне или менталне исцрпљености. 
Надземни дио биљке се одавно користи у фитотерапији, а скупља се у вријеме цвјетања.  
Трава ива у свом саставу има горке твари као што су танин, метанол, петролејски етер, хлороформ, етилни ацетат, 1-butanol. 
Због тога се користи за јачање имунитета, и одличан је избор за људе који су изложени јаком стресу.
Уз све то дкелује против бактерија и гљивица, помаже код болести желуца, гуши врућину, регулира пробаву, избацује вишак текућине и из тијела, примењује се у лијечењу болести дишних органа, помоћи ће код хемороида и јаких болова и чисти организам.

## Употреба
Ива се конзумира на различите начине (као чај, натопљена ракијом, помијешана са медом) како за лијечење тако и превентивно.
РЕЦЕПТ
-200 г траве иве
-литар црвеног вина
У стаклену флашу вина додајте осушену траву, затворите и оставите да одстоји 8 дана. Узимајте кашику вина ујутро наташте (пола сата пре доручка) и једну пре спавања.
Припрема чаја: 3 кашичице сушене и сјецкане биљке се прелију с 5 dcl хладне воде, чај одстоји 8 часова, и након тога пије 2- 3 пута дневно, незаслађен, прије јела.
Нису позната нежељења дејства на људски организам те стога нема контраиндикација за њену употребу.

## Етнологија
Трава ива је веома љековита биљка, користила се за лијечење још у доба антике. Име је добила по тројанском краљу Теукрусу. Постоји старо народно вјеровање на Балкану да лијечи скоро све тешке болести. Уз њу се веже изрека: „Трава ива од мртва прави жива“. У народној медицини се користи за лијечење многобројних болести, прије свега пробавних и дишних органа, чак и код туберкулозе плућа.
Сваке године 11. септембра, на дан Усековања главе светог Јована Крститеља, становници села око планине Озрен одлазе на Гостиљ да беру ива траву. Након планинарења по брдима, становници села око планине Озрен свих друштвених, родних и старосних група беру ива траву. Обичај је препознат и уврштен на Унескову листу Свјетске нематеријалне баштине 2018. године.

## Подврсте
- Teucrium montanum подрврста helianthemoides (Лујо Адамовић) Клаус Баден
- Teucrium montanum подврста montanum L., и његови бројни синоними (Polium supinum (L.), P. tomentosum Конрад Менх, Teucrium cretaceum Михаи́л Ива́нович Ко́тов, T.incanum Фердинанд Шур, T. jailae Сергеј Јузепчук, T.montanum subsp. jailae (Сергеј Јузепчук) Soó, T. montanum subsp. pannonicum (A.Kern.) Domin,	T.montanum var. pannonicum (A.Kern.) Nyman, T. montanum subsp. pannonicum S. Pawl., T. montanum var. parnassicum Celak., T. montanum subsp. praemontanum S. Pawl., T. montanum var. skorpilii (Velen.) Diklic, T. montanum var. villosum Auersw., T. ochroleucum Jord., T. pannonicum A.Kern. , T.parnassicum (Celak.) Wettst., T. praemontanum Klokov, T. reuticum Bogoutdinova, T.revolutum Stokes, T. skorpilii Velen., T. supinum L.)

## Синоними[4]
Синоними су: Chamaedrys montana (L.) Raf., синоним (s), Fl. Tellur. 3. 1837., Polium montanum (L.) Mill., синоним (s), Gard. Dict. ed. 8. 1768., Teucrium helianthemoides Адамовић, синоним (s), Teucrium jailae Јузепчук, sinonim (s), Teucrium pannonicum Kern., сининим (s), Oesterr. Bot. Z. 13: 384 (1863), Teucrium praemontanum Клоков, сиоиним (s), Teucrium skorpilii Velen., синоним (s), Teucrium supinum L., синоним (s)